# Liste der Ehrenbürger von Salzburg
Die Ernennung zum Ehrenbürger ist die höchste von der Landeshauptstadt Salzburg zu vergebende Auszeichnung. Mit ihr verbunden sind von alters her alle Rechte eines Salzburger Bürgers, jedoch ohne dessen Pflichten. Erstmals vergeben wurde die Ehrenbürgerschaft am 6. Mai 1829 an den Landschaftsmaler Johann Michael Sattler. Erst nach beinahe 100 Jahren wurde 1920 mit der Kammersängerin Lilli Lehmann die erste Frau zur Ehrenbürgerin der Stadt Salzburg erkoren.
Die Ernennung von besonders verdienten Männern und Frauen zu Ehrenbürgern von Seiten verschiedener Städte im deutschen Sprachraum findet erstmals im letzten Jahrzehnt des 18. Jahrhunderts statt. Dies hängt vor allem mit der Erringung der geistigen und später auch politischen Führung durch das erstarkende Bürgertum zusammen, dem es gelang den Adel weithin in seinen Grundtypus einzubeziehen und schließlich sogar das Bürgerrecht als ehrende Auszeichnung selbst an Adelige zu vergeben.
Eine statutenmäßige Rechtsgrundlage für die Ernennung wie auch für die Rechtsstellung von Ehrenbürgern wurde erstmals 1850, mit dem Erlass der ersten Gemeindeordnung für die Stadt Salzburg, in diese aufgenommen. Für die vorkonstitutionelle Zeit wurden in Salzburg, wie auch in ganz Österreich, keine Rechtsgrundlagen abgefasst.

## Ehrenbürger von Salzburg

### Ernennungen im 19. Jahrhundert
- Johann Michael Sattler (* 28. September 1786 in Herzogenburg, Niederösterreich; † 27. September 1847 in Mattsee, Salzburg);

Bildnis- und Landschaftsmaler
Verleihung: 6. Mai 1829
- Anton Kinsky (* 25. Mai 1774; † 31. Jänner 1864 in Wien);

Militärkommandant
Verleihung: 12. Februar 1830
- Karl Welsperg-Raitenau (* 1. März 1779; † 12. Oktober 1873 in Purkersdorf bei Wien);

Politiker, Kreishauptmann zu Salzburg
Verleihung: 27. September 1831
- Albert Montecuccoli-Laderchi (* 1. Juli 1802 in Mitterau, Niederösterreich; † 19. August 1852 in Wien),

Politiker, Kreishauptmann zu Salzburg
Verleihung: 3. Februar 1838
- Michael Benedikt Lessing (* 15. Juli 1809 in Danzig; † 6. Dezember 1884 in Berlin);

Sanitätsrat
Verleihung: 23. Oktober 1839
- August Pott (* 7. November 1806 in Hannover; † 27. August 1883 in Graz);

Kammermusiker, Hofkapellmeister
Verleihung 4. September 1842
- Ludwig von Schwanthaler (* 26. August 1802 in München; † 14. November 1848 ebenda);

Bildhauer
Verleihung: 4. September 1842 im Rahmen der Enthüllungsfeier des Mozartdenkmals
- Johann Baptist Stiglmaier (* 18. Oktober 1791 in Fürstenfeldbruck, Oberbayern; † 2. März 1844 in München);

Erzgießer und Bildhauer
Verleihung: 4. September 1842 im Rahmen der Enthüllungsfeier des Mozartdenkmals
- Alois Fischer (* 28. Jänner in Landeck, Tirol; † 8. April 1883 in Innsbruck);

Hof- und Gerichtsadvokat in Salzburg sowie Ministerialrat, 1848–1851 Landeschef des Kronlandes Oberösterreich
Verleihung: 18. März 1848
- Franz von Hilleprandt (* 29. August 1796 in Wien; † 17. September 1871 in Salzburg);

Hof- und Gerichtsadvokat in Salzburg, Gründer der ersten österreichischen Sparkasse
Verleihung: 5. April 1848
- Ernst Schilling (* 25. Dezember 1809 in Lofer; † 25. April 1872)

Abgeordneter der Wiener Leopoldstadt an der Frankfurter Nationalversammlung
Verleihung: 15. Mai 1848
- Gustav Ignaz Chorinsky (* 27. Jänner 1806; † 15. Oktober 1873 in Wien)

Kreishauptmann von Salzburg
Verleihung: 3. März 1849
- Josef Lasser von Zollheim (* 30. September 1815 in Weißenbach bei Strobl; † 19. November 1879 in Wien)

Ministerialrat und Innenminister
Verleihung: 5. Mai 1850
- Friedrich Fürst Schwarzenberg (* 6. April 1809 in Wien; † 27. März 1885 ebenda)

Fürsterzbischof von Salzburg
Verleihung: 5. August 1850
- Gotthard Bayrhamer (* 21. März 1819; † 17. Mai 1877 in Salzburg)

Haus- und Realitätenbesitzer in Schallmoos
Verleihung: 4. März 1852
- Vinzenz Maria Süß (* 15. Jänner 1802 in Weißenbach bei Strobl; † 5. Mai 1868 in Salzburg)

Schullehrer und Gründer sowie Direktor des Salzburger Museums
Verleihung: 2. August 1852
- Ignaz Blaschke von Reigersheim (* 1795 in Reigersdorf, Mähren; † 28. Oktober 1871 in Salzburg)

Wohltäter Salzburgs und Ehrenmitglied des Salzburger Museums
Verleihung: 15. November 1852
- Alexander Freiherr von Bach (* 4. Jänner 1813 in Loosdorf, Niederösterreich; † 12. November 1893 auf Schloss Schönberg, Niederösterreich)

Innenminister und Justizminister
Verleihung 14. März 1853
- Otto Franz Fünfkirchen (* 19. März 1800; † 6. April 1872 in Wien)

Landespräsident von Salzburg
Verleihung: 12. Oktober 1857
- Anton von Le Monnier (* 21. Dezember 1819 in Frankfurt am Main, Deutschland; † 17. Juni 1873 in Wien)

Polizeidirektor in Salzburg, Präsident der Wiener Polizeidirektion
Verleihung: 23. Juli 1860
- Josef Karl Maager (15. März 1813 in Kronstadt, Kaisertum Österreich, heute Brașov, Rumänien; † 23. Februar 1887)

Reichsrat, Präsident der Handelskammer und der Kreditanstalt-Filiale in Kronstadt
Verleihung: 25. Februar 1861
- Anton von Schmerling (* 23. August 1805 in Wien; † 23. Mai 1893 ebenda)

Reichsministerpräsident; Ehrenbürger der Stadt Wien
Verleihung: 10. Februar 1862
- Carl Freiherr von Schwarz (* 23. Juli 1817 in Söhle, Mähren,  † 21. Oktober 1898 in Salzburg)

Bauunternehmer
Verleihung: 1. Dezember 1862
- Franz Freiherr von Spiegelfeld (* 10. Mai 1802 in Triest, Küstenland, Kaisertum Österreich; † 20. Oktober 1885 in Aschach bei Volders, Tirol)

Landespräsident von Salzburg
Verleihung: 4. Mai 1863
- Eduard Graf Taaffe (* 24. Februar 1833 in Wien; † 29. November 1895 in Ellischau, Böhmen)

Landespräsident von Salzburg
Verleihung: 21. Mai 1866
- Heinrich von Mertens (* 28. April 1811 in Wien; † 26. Oktober 1872 in Salzburg)

Bürgermeister der Stadt Salzburg
Verleihung: 17. Dezember 1866
- Friedrich Ferdinand Graf Beust (* 13. Jänner 1809 in Dresden; † 24. Oktober 1886 auf Schloss Altenberg, Niederösterreich)

Sächsischer Ministerpräsident, Gegenspieler Bismarcks, Österreichischer Ministerpräsident; Ehrenbürger der Stadt Wien
Verleihung: 13. November 1871
- Adolf Fürst Auersperg (* 21. Juli 1821; † 5. Jänner 1885 in Goldegg bei St. Pölten, Niederösterreich)

Österreichischer Ministerpräsident, Landespräsident von Salzburg, Oberstlandmarschall von Böhmen
Verleihung: 28. November 1871
- Leopold Scheibl (* 4. November 1817 in Schärding am Inn, Österreich ob der Enns; † 17. September 1894 in Salzburg)

Goldschmied, Bürgermeister und Landeshauptmann-Stellvertreter von Salzburg
Verleihung: 13. Mai 1872
- Ignaz Harrer (* 19. Juli 1826 in Lambach, Österreich ob der Enns; † 11. Juni 1905 in Salzburg)

Bürgermeister
Verleihung: 15. November 1875
- Sigmund Ignaz Graf von Thun und Hohenstein (* 11. Juni 1827 in Klösterle an der Eger, Böhmen; † 7. September 1897 in Morzg)

Statthalter des Kaisers in Mähren, Landespräsident von Salzburg
Verleihung: 3. Dezember 1875
- Rudolf Biebl (* 6. April 1820 in Salzburg, † 19. April 1895 ebenda)

Bürgermeister und Gemeinderat
Verleihung: 13. Jänner 1879
- Adolf von Steinhauser (* 4. Dezember 1825 in Hallein; † 16. Juni 1888 in Salzburg)

Regierungsrat
Verleihung: 9. Juni 1884
- Alois Czedik von Bründlsberg und Eysenberg (* 14. November 1830 in Agram, Kaisertum Österreich; † 19. Juli 1924 in Wien)

Reichsratsabgeordneter
Verleihung: 10. August 1885
- Rudolf Spängler (* 21. Jänner 1830 in Salzburg, † 18. Dezember 1895 ebenda)

Apotheker
Verleihung: 6. November 1893
- Franz von Hueber (* 17. März 1845 in Salzburg; † 11. Mai 1936 ebenda)

Bürgermeister und Gemeinderat
Verleihung: 23. April 1894
- Peter Poschacher (* 13. September 1825 in Salzburg; † 19. April 1911 ebenda)

Gemeinderat, Vizebürgermeister, Präsident der Notariatskammer
Verleihung: 29. April 1895
- Anton Neumüller (* 23. November 1830 in Ried im Innkreis; † 20. Juli 1898 in Salzburg)

Jurist, Erster städtischer Rechtsrat
Verleihung: 1. Juli 1895
- Otto Spängler (* 4. Juli 1841 in Salzburg; † 26. November 1919 ebenda)

Jurist, Gemeinderat, Direktor der Salzburger Sparkasse
Verleihung: 4. Mai 1897

### Ernennungen im 20. Jahrhundert
- Julius Sylvester (* 30. Juni 1854 in Wien; † 13. Juli 1944 in Seekirchen)

Jurist; Vizebürgermeister der Stadt Salzburg, Reichsratsabgeordneter
Verleihung: 11. Juni 1901
- Heinrich Ritter von Wittek (* 29. Jänner 1844 in Wien; † 9. April 1930 ebenda)

Jurist; Handelsminister, Eisenbahnminister, Ministerpräsident, Reichsratsabgeordneter
Verleihung: 11. Juni 1901
- Karl Wurmb (* 18. September in Neumarkt im Hausruckkreis; † 30. Jänner 1907 in Wien)

Sektionschef im Eisenbahnministerium
Verleihung: 11. Juni 1901
- Wilhelm Drathschmidt von Bruckheim (* 6. Dezember 1846 in Königgrätz; † 29. Dezember 1925 in Wien)

K. k. Hofrat und Staatsbahndirektor
Verleihung: 11. Juni 1901
- Franz Berger (* 7. April 1860 in Eberschwang, Österreich ob der Enns; † 11. März 1929 in Salzburg)

Bankier, Gemeinderat, Bürgermeister der Stadt Salzburg
Verleihung: 10. September 1906
- Franz Oberascher (* 5. September 1870 in Salzburg, † 5. Mai 1942 ebenda)

Industrieunternehmer und von 1908 bis 1925 Kommandant des Löschzugs Bruderhof der Freiwilligen Feuerwehr Stadt Salzburg
Verleihung: 28. Dezember 1908
- Eberhard Fugger (* 3. Jänner 1842 in Salzburg, † 21. August 1919 ebenda)

Naturwissenschaftler, Direktor des Museum Carolino Augusteum
Verleihung: 18. Dezember 1911
- Max Ott (* 2. November 1855 in Rienpach, Württemberg; † 23. April 1941 in Salzburg)

Bürgermeister und Landeshauptmann-Stellvertreter
Verleihung 28. Oktober 1913
- Alois Winkler (* 7. Juni 1838 in Waidring, Tirol; † 11. Juni 1925 in Salzburg)

Landeshauptmann von Salzburg
Verleihung.: 2. Juni 1917
- Cornelius Reitsamer (* 3. Juli 1857 in Villach; † 18. Oktober 1930 in Salzburg)

Goldschmied, Städtischer Branddirektor
Verleihung: 19. Juli 1920
- Lilli Lehmann (* 24. November 1848 in Würzburg; † 17. Mai 1929 in Berlin)

Kammersängerin
Verleihung: 4. Oktober 1920
- Johann Engl (* 13. Juli 1835 in Salzburg; † 18. Mai 1921 ebenda)

Mozartforscher, Gründer der Mozartstiftung
Verleihung: 15. November 1920
- Burghard Breitner (* 10. Juni 1884 in Mattsee, † 28. März 1956 in Innsbruck)

Chirurg; Präsident der österr. Gesellschaft vom Roten Kreuz
Verleihung: 15. November 1920
- Ludwig Schmederer (* 10. Oktober 1846 in München; † 21. Oktober 1935 in Salzburg)

Präsident des Salzburger Kunstvereins; Träger des Goldenen Ehrenabzeichens der Republik Österreich
Verleihung: 19. April 1921
- Emil Hettwer (* 13. April 1847 in Udine, Königreich Lombardo-Venetien; † 8. April 1934 in Salzburg)

Oberst der k. k. Armee; Kartograph
Verleihung: 18. Dezember 1922
- Julius Haagn (* 12. Februar 1844 in Liefering; † 23. Juni 1925 in Salzburg)

Kommerzialrat, Landtagsabgeordneter, Gründer der Freiwilligen Feuerwehr in Salzburg, Träger des Goldenen Ehrenzeichen der Republik Österreich
Verleihung: 17. Dezember 1923
- Richard Strauss (* 11. Juni 1864 in München; † 8. September 1949 in Garmisch-Partenkirchen)

Komponist und Dirigent
Verleihung: 17. Juni 1924
- Richard Mayr (* 18. Oktober 1877 in Salzburg; 1. Dezember 1935 ebenda)

Kammersänger; Ehrenmitglied der Wiener Staatsoper und des Mozarteums
Verleihung: 26. September 1927
- Christian Varnschein (* 18. Dezember 1867 in Salzburg; † 20. April 1944 ebenda)

Obermedizinalrat; Gründer der Salzburger Freiwilligen Rettungsgesellschaft
Verleihung: 7. Mai 1928
- Franz Rehrl (* 4. Dezember 1890 in Salzburg; † 23. Jänner 1947 ebenda)

Landeshauptmann von Salzburg
Verleihung: 13. Mai 1929
- Ignatius Rieder (* 1. Februar 1858 in Großarl; † 8. Oktober 1934 in Salzburg)

Fürsterzbischof von Salzburg
Verleihung: 25. Mai 1931
- Josef Reiter (* 19. Jänner 1862 in Braunau am Inn; † 2. Juni 1939 in Bayerisch Gmain)

Komponist
Verleihung: 29. August 1938
- Mark W. Clark (* 1. Mai 1896 in Madison Barracks, Sackets Harbor, New York;† 17. April 1984 in Charleston, South Carolina)

Berufsoffizier; US-Hochkommissar für Österreich
Verleihung: 1. Februar 1946

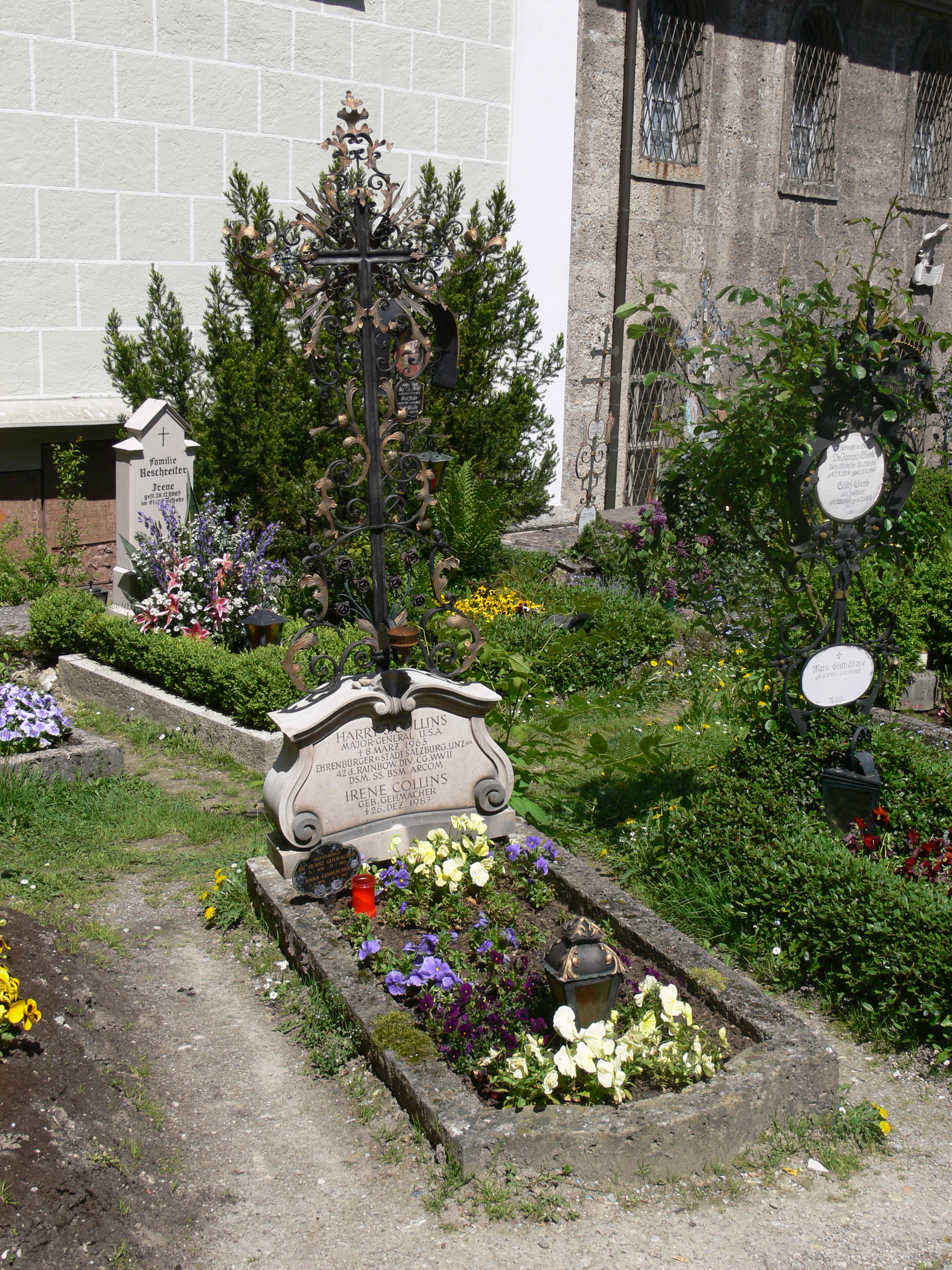
Grab von Harry J. Collins auf dem Salzburger Petersfriedhof

- Harry J. Collins (* 7. Dezember 1895 in Chicago; † 8. März 1963)

Berufsoffizier; 1946–1948 Kommandierender General der US-Truppen in Österreich
Verleihung: 1. Februar 1946
- Edgar Erskine Hume (* 26. Dezember 1889 in Frankfort (Kentucky))

1945–1947 Militärgouverneur für die US Zone Österreichs
Verleihung: 1. Februar 1946
- Richard Hildmann (* 6. Februar 1882 in Bockenheim, Deutschland; † 4. Oktober 1952 in Salzburg)

Bürgermeister der Stadt Salzburg
Verleihung: 29. Juli 1949
- Anton Neumayr (* 1. Juni 1887 in Salzburg; † 18. Juni 1954 ebenda)

Bürgermeister und Landeshauptmann-Stellvertreter; Präsident des Landtags
Verleihung: 29. Mai 1952
- Heinrich Puthon (* 17. Mai 1872 in Graz; † 24. April 1961 in Salzburg)

Oberst i. R.
Verleihung: 9. August 1957
- Stanislaus Pacher (* 19. Oktober 1892 in Flattach, Kärnten; † 17. August 1970 in Salzburg)

Bürgermeister der Stadt Salzburg und Landtagsabgeordneter
Verleihung: 28. August 1958
- Johannes Baptist Filzer, (* 11. Januar 1874 in Kitzbühel; † 13. Juli 1962 in Salzburg)

Weihbischof
Verleihung: 22. April 1959
- Andreas Rohracher, (* 31. Mai 1892 in Lienz; † 6. August 1976 in Altötting)

Erzbischof
Verleihung: 22. April 1959
- Franz Wallack (* 24. August 1887 in Wien; † 31. Oktober 1966 in Sankt Johann im Pongau)

Straßenplaner
Verleihung: 19. August 1960
- Adolf Schemel, (* 30. Juni 1880 in Salzburg, † 27. Juni 1961 ebenda)

Landeshauptmann-Stellvertreter
Verleihung: 19. August 1960
- Franz Peyerl (* 26. Juni 1897 in Kleinmünchen bei Linz, † 13. September 1967 in Salzburg)

Landeshauptmann-Stellvertreter
Verleihung: 26. Juni 1962
- Bernhard Paumgartner (* 14. November 1887 Wien; † 27. Juli 1971 in Salzburg)

Dirigent und Komponist
Verleihung: 28. Jänner 1963
- Eduard Paul Tratz (* 25. September 1888 in Salzburg, † 5. Jänner 1977 ebenda)

Gründer und Direktor des Salzburger Haus der Natur
Verleihung: 27. September 1963.
Im Amtsbericht vom 4. Dezember 2014 forderte der Salzburger Bürgermeister Heinz Schaden (SPÖ) die posthume Aberkennung der Ehrenbürgerschaft wegen der NS-Vergangenheit von Tratz.
- Karl Böhm (* 28. August 1894 in Graz, † 14. August 1981 in Salzburg)

Dirigent
Verleihung: 31. August 1964
- Hans Lepperdinger (* 29. Juni 1905 in München; † 30. März 1984 in Traunstein)

Oberst der deutschen Wehrmacht im Zweiten Weltkrieg
Verleihung: 15. April 1966
- Karl Heinrich Waggerl (* 10. Dezember 1897 in Bad Gastein, † 4. November 1973 in Schwarzach im Pongau)

Dichter und Schriftsteller
Verleihung: 11. Dezember 1967
- Herbert von Karajan (* 5. April 1908 in Salzburg, † 16. Juli 1989 in Anif)

Dirigent
Verleihung: 4. April 1968
- Alfred Bäck (* 21. November 1903 in Saalfelden, Österreich; † 3. November 1974 in Salzburg);

Bürgermeister der Landeshauptstadt Salzburg
Verleihung: 21. November 1968
- Carl Orff, (* 10. Juli 1895 in München; † 29. März 1982 ebenda)

Deutscher Komponist und Musikpädagoge
Verleihung: 4. Juni 1975
- Clemens Holzmeister, (* 27. März 1886 in Fulpmes, Tirol; † 12. Juni 1983 in Hallein)

Architekt (Großes Festspielhaus)
Verleihung: 19. August 1976
- Nico Dostal (* 27. November 1895 in Korneuburg, Niederösterreich; † 27. Oktober 1981 in Salzburg)

Operetten- und Filmmusikkomponist
Verleihung: 24. November 1980
- Heinrich Salfenauer (* 11. September 1920 in Werfen; † 4. April 2016)

Bürgermeister der Landeshauptstadt Salzburg
Verleihung: 6. Jänner 1981
- Robert Jungk (* 11. Mai 1913 in Berlin; † 14. Juli 1994 in Salzburg)

Zukunftsforscher
Verleihung: 1989
- Leopold Müller-Salzburg (* 9. Jänner 1908 in Salzburg, † 1. August 1988 ebenda)

Anthroposoph, Begründer der Wissenschaft der Geomechanik
Verleihung: 9. Oktober 1985
- Otto Nußbaumer (* 31. März 1876 in Wilten bei Innsbruck; † 5. Mai 1930 in Salzburg)

Physiker
Verleihung: unbekannt

### Ernennungen im 21. Jahrhundert
- Günther Schwab (* 7. Oktober 1904 in Prag; † 12. April 2006 in Salzburg)

Schriftsteller, Naturschützer und früher Kritiker der Atomenergie
Verleihung: 2004
- Donald Kahn (* 1925 in New York; † 10. August 2013 in Salzburg)[3]

Mäzen
Verleihung: 2. Juni 2004
- Josef Dechant

Bürgermeister der Stadt Salzburg von 1992 bis 1999
Verleihung am 11. Mai 2005
- Josef Reschen

Bürgermeister der Stadt Salzburg von 1980 bis 1990
Verleihung am 11. Mai 2005
- Fritz Wintersteller (* 21. Oktober 1927 in Innsbruck; † 15. September 2018 in Salzburg)

Bergsteiger
Verleihung: 23. Februar 2006
- Marko Feingold (geboren 28. Mai 1913; gestorben 19. September 2019)

Präsident der israelitischen Kultusgemeinde Salzburg
Verleihung: 2008
- Helga Rabl-Stadler (* 2. Juni 1948)

Präsidentin der Salzburger Festspiele
Verleihung: 2018